# 小行星4134
小行星4134（英語：4134 Schutz）是一颗围绕太阳公转的小行星。1961年2月15日，佛蒙特·伯根在陶腾堡发现了此天体。
这颗小行星的绝对星等为77.76454等。